# Capivari
Pour les articles homonymes, voir Capivari (homonymie).
Capivari est une municipalité brésilienne située à l'intérieur de l'État de São Paulo, appartenant à la région immédiate de Piracicaba, qui appartient à son tour à la région intermédiaire de Campinas. Elle est située à l'ouest de la capitale São Paulo, entre Campinas, Piracicaba et Sorocaba. Ses coordonnées géographiques sont 22° 59′ 42″ S, 47° 30′ 28″ O, son altitude est de 675 mètres.

## Démographie
| Évolution de la population (municipalité) | Évolution de la population (municipalité) | Évolution de la population (municipalité) | Évolution de la population (municipalité) |
| Année                                     | Population                                |                                           | %±                                        |
| ----------------------------------------- | ----------------------------------------- | ----------------------------------------- | ----------------------------------------- |
| 1920                                      | 25 591                                    |                                           |                                           |
| 1940                                      | 26 754                                    |                                           | 4,5%                                      |
| 1950                                      | 23 522                                    |                                           | −12,1%                                    |
| 1960                                      | 19 725                                    |                                           | −16,1%                                    |
| 1970                                      | 18 986                                    |                                           | −3,7%                                     |
| 1980                                      | 25 175                                    |                                           | 32,6%                                     |
| 1991                                      | 34 220                                    |                                           | 35,9%                                     |
| 2000                                      | 41 468                                    |                                           | 21,2%                                     |
| 2010                                      | 48 576                                    |                                           | 17,1%                                     |
| 2022                                      | 50 068                                    |                                           | 3,1%                                      |
| ,                                         |                                           |                                           |                                           |

La population mesurée par l'IBGE lors du recensement de 2010 était de 48 576 habitants, répartis sur une superficie de 322,88 km2, donc avec une densité de population de 150,45 habitants par km2. Dans l'estimation de la population calculée par l'IBGE au 1er juillet 2018, la population de Capivari était de 55 141 habitants, soit une densité estimée à 170,78 habitants par km2. Par son nombre d'habitants, elle se classe 621e dans le pays et 127e dans l'État.

## Religion
Le christianisme est présent dans la ville comme suit:

### Église catholique
L'église catholique de la commune fait partie du diocèse de Piracicaba (pt).

### Église protestante
Les croyances évangéliques les plus diverses sont présentes dans la ville, principalement pentecôtistes, notamment les Assemblées de Dieu brésiliennes (la plus grande église évangélique du pays),, Congrégation Chrétienne au Brésil, entre autres. Ces dénominations se développent de plus en plus dans tout le Brésil.

## Traduction
- (pt) Cet article est partiellement ou en totalité issu de l’article de Wikipédia en portugais intitulé « Capivari » (voir la liste des auteurs).